# Google znalac
Google znalac (izvorni engleski: Google Scholar), usluga koju na svojoj tražilici nudi Google. To je internetski pretraživač znanstvene literature, razvijen u okvirima pretraživača Googlea. Danas je Googleov znalac prvi internetski pokazatelj citiranosti. Glavni tvorac Znalca računalni je znanstvenik indijskog podrijetla Anurag Acharya.
Namijenjen je jednostavnom pretraživanju akademske literature. Znanstvenicima i svim ostalima koje zanima omogućuje naći na internetu i vrlo često i odmah dohvatiti različitu znanstvenu literaturu.  
Počeo je s radom 18. studenoga 2004. godine. Googleov znalac mnogo je pridonio rješenju problema lociranja i međusobnog povezivanja dokumenata na Internetu, koji premda su lako dostupni, zbog rastuće količine literature na Internetu i potreba za dobivanjem multidisciplinarnih informacija, moralo se poboljšati metodame dohvata informacija. Pokazateljem citiranosti Google je riješio taj problem ta tako omogućio povezati radove određene tematike i vrijednosno ih rangirati.
Skup vrela koje se pretraživati su članci, diplomski, magistarski i doktorski radovi, knjige, sažetci, radove akademskih izdavača, profesionalnih društava, mrežne repozitorije sveučilišta i drugih organizacija, znanstveni časopisi, sažeci, recenzirani članci, priopćenja objavljena u kongresnim zbornicima, magistarski i doktorski radovi, knjige, poglavlja u knjigama, separati, prezentacije u PowerPointu, tehnička izvješća sa sveučilišta, akademskih ustanova, stručnih društava i istraživačkih skupina, radovi prije formalnoga objavljivanja (engl. preprint), ili već recenzirani i prije objavljeni negdje drugdje (engl. postprint),
Uz to pruža i naslove srodnih članaka. U rezultatu pretrage članci su poredani onako kako to čine istraživači, procjenjujući tekst svakog članka, publikaciju u kojoj je članak objavljen, autora koji ga je napisao i koliko je često rad citiran u ostaloj akademskoj literaturi. Za pronaći djela nekog znanstvenika, dostatno je upisati mu u obrazac za pretraživanje ime i prezime ili prezime te inicijale imena. Moguće je ogrnaičiti pretraživanje na članke kojima su dostupni cjeloviti tekstovi ili barem sažetci. Također se može pretražiti svi objavljeni radovi ("bilo kada") ili samo noviji radovi. Napredno pretraživanje također postoji, pa se određeno djelo nekog autora dobiva nakon što u polje s točnim izrazom upišemo naslov rada ili pojedine riječi iz naslova, a u polju gdje se pojavljuju moje riječi izabrati u naslovu članka. Ako su članci dostupni na mreži, Google znalac daje i poveznicu na tekst cjelovitog članka. Ako nisu dostupni na mreži, a citirani su u drugim radovima, tad je ispred naslova oznaku [navod].
Suprotne podatkovne baze su PubMed, Web of Science i Scopus. Na svakom se ispitivanju Googleov znalac pokazao da je imao konzistentno veći dohvat nego PubMed i Web of Science. No veći dohvat nije uvijek na korist korisniku. Ovisi o svrsi istraživanja i sposobnosti kontroliranja dohvata.

## Vanjske povzenice
- Google znalac (sučelje na hrvatskom jeziku)